# La canción de la Lola
La canción de la Lola, o Celos engendran desdichas es un sainete lírico en un acto y en verso, con libreto de Ricardo de la Vega y con música de Federico Chueca y Joaquín Valverde. Se estrenó con gran éxito en el Teatro Alhambra de Madrid el 25 de mayo de 1880.

## Comentario
Esta obra es una de las primeras en donde Ricardo de la Vega demuestra su buen hacer como libretista, ya que retrata en escena a toda la sociedad de la época, sirviéndose de una buena observación de tipos y situaciones que le permite generar una amplia gama de personajes, con los que crea buenas situaciones. A partir de aquí, se irán sucediendo continuados éxitos como De Getafe al paraíso, o la familia del Tío Maroma, o La verbena de la Paloma.
Con esta obra se consagrarán y arranca definitivamente la carrera musical de Federico Chueca y Joaquín Valverde. Demuestran en esta obra una gran calidad y frescura en las pocas canciones que la componen, que aun hoy en día, se siguen cantando como el famoso coro de «Con el capotín tin tin, que esta noche va a llover».

## Argumento
- Acto único[1]

La acción transcurre en un patio de vecindad, en los barrios bajos. Genara, despechada ante la boda de su novio el Chato con la Lola, urde un plan con el Chulo, el novio de Lola, para desbaratar la boda. El chulo roba la camisa y las enaguas que tiene colgadas en el tendedero y huye con ellas. Lola corre en su búsqueda, mientras los vecinos comentan la boda y otros detalles del patio, sucediéndose escenas de gran comicidad. Al final aparece el Chato con la comitiva en busca de la novia, la cual no aparece. El sereno entra con una nota, comentando que se la dio la pareja antes de huir, en ella hay una deuda con respecto al ajuar y la ropa. Al final se deshace la boda, casándose el Chato con Genara y la alegría de todos.

## Números musicales
- Preludio[2]
- Interludio orquestal
- Canción del bombero: «Yo soy un gran bombero»
- Canción de Maximina: «Yo soy la más barbiana de Lavapiés»
- Canción del jugador: «!Qué tormento! !Qué desgracia!»
- Tiempo de polka. Banda dentro
- Canción del picador y coro: «Cuando me mandan el jaco»
- Tiempo de vals, Dúo del memorialista y la zapatera: «Yo te quiero, yo te adoro»
- Coro: «Con el capotín tin tin»
- Coro interno: «La camisa de la Lola un chulo se la llevó»
- Fin de la obra.